# Cumberland
|  | Per a altres significats, vegeu «Cumberland (desambiguació)». |

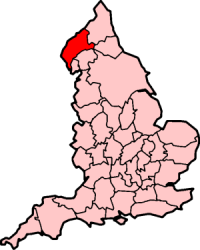
Antic territori de Cumberland.

Cumberland fou un dels 39 comtats històrics del nord-oest d'Anglaterra, a la frontera amb Escòcia, des del segle xii fins al 1974. Formà un comtat administratiu des de 1889 fins a 1974 (exclosa Carlisle des de 1914) i actualment forma part de Cúmbria.